# The Killer Inside Me
The Killer Inside Me ist ein Noir-Thriller aus dem Jahr 2010 des Regisseurs Michael Winterbottom. Der Film basiert auf dem gleichnamigen Buch des Autors Jim Thompson aus dem Jahre 1952. In den Hauptrollen sind unter anderem Casey Affleck, Kate Hudson, Jessica Alba sowie Bill Pullman zu sehen. Bei den Internationalen Filmfestspielen von Berlin 2010 wurde der Film im Wettbewerb gezeigt.

## Hintergrund und Handlung
Der Film wird, wie in der Romanvorlage, aus dem Blickwinkel der Hauptperson erzählt. Lou Ford beschreibt sich zunächst selbst als einen Mann mit simplem Gemüt und klaren Grundprinzipien: Ein Mann sollte in Central City alle, die einen Rock tragen, mit Ma’am anreden. 
Ford ist Deputy-Sheriff in einer texanischen Kleinstadt Mitte der 1950er Jahre und nach außen hin der nette Kerl von nebenan, dem niemand etwas Schlimmes zutraut. Zunächst verliebt sich Lou in die Prostituierte Joyce und beide führen eine sadomasochistische Beziehung miteinander. Um in einer anderen Stadt einen Neuanfang zu wagen, beschließen sie den wohlhabenden Magnaten Conway zu erpressen und um das nötige Geld zu erleichtern. Ford jedoch verfolgt eigene Pläne und will sich an Conway rächen, da dieser vermutlich für den Tod von Fords Bruder verantwortlich ist. 
In der Nacht der Geldübergabe prügelt Ford Joyce vermeintlich zu Tode und erschießt Elmer, den Sohn von Conway, sodass es am Tatort nach einem Streit unter Liebenden aussieht. 
Der junge Cop ist ein psychopathischer Frauenmörder. Der Hintergrund für diese Neigungen scheinen in seiner Kindheit zu liegen, was durch kurze Rückblenden in die Vergangenheit angedeutet wird. Eine Freundin seines Vaters führte an ihm sadistisch-sexuelle Handlungen durch und er missbrauchte schon als Jugendlicher ein fünfjähriges Mädchen.
Als sich die Todesfälle in der Kleinstadt häufen, ziehen die Ermittler und der Staatsanwalt das Netz um Ford immer enger. Zudem wird Ford von einem Obdachlosen, der ihn in der Nacht der Morde verfolgte, erpresst. Um den Mann loszuwerden, tötet Ford auch Amy und beschuldigt den Obdachlosen, der auf seiner Flucht erschossen wird. 
Ford wird schließlich verhaftet, weiß aber nicht, was die Ermittler gegen ihn in der Hand haben. Mit Hilfe eines Anwalts  ist  er aber bald schon wieder frei. 
Zurück in seinem Haus wird Ford von Staatsanwalt und Sheriff mit der noch lebenden Joyce konfrontiert. Bevor jemand eingreifen kann, sticht Lou mit einem Messer auf Joyce ein. Die daraufhin abgegebenen Schüsse des Sheriffs entzünden das Benzin, das Lou zuvor im ganzen Haus verteilt hat. Der Film endet mit einer Einstellung des explodierenden Hauses.

## Kritiken
Der Film erhielt aufgrund der sehr realistisch dargestellten Gewaltszenen überwiegend negative Kritiken.
- Joachim Kurz von kino-zeit.de schließt seine Kritik mit „In Sundance reichte immerhin noch die Brutalität der Bilder, in Berlin hingegen hatte sich der Sturm der Entrüstung bereits wieder gelegt – es blieb die Enttäuschung.“[4]

- Moviepilot berichtet: „Als Michael Winterbottom sich nach der Vorführung den Fragen der Zuschauer stellen wollte, rief eine Frau in seine Richtung „Ekelhaft!“ und verließ daraufhin den Saal. Auch viele andere Zuschauer waren von der im Film explizit und realistisch dargestellten Gewalt schockiert und angewidert.“[5]

- Jan Schulz-Ojala beurteilte den Beitrag zur Berlinale als „Pulp. Also Schund. Rasanter Schund.“[6][7]

- Todd McCarthy schrieb in der Variety: „Der Film ist eine gewissenhafte, aber nur teilweise zufriedenstellende Adaption des Romans. […] Dem Film fehlt das Markante, Dynamik – und er leidet unter seiner wirklich schäbigen Atmosphäre.“[8]

## Synchronisation
| Rolle            | Schauspieler  | Synchronsprecher   |
| ---------------- | ------------- | ------------------ |
| Lou Ford         | Casey Affleck | Dennis Schmidt-Foß |
| Amy Stanton      | Kate Hudson   | Bianca Krahl       |
| Joyce Lakeland   | Jessica Alba  | Stephanie Kellner  |
| Chester Conway   | Ned Beatty    | Klaus Sonnenschein |
| Joe Rothman      | Elias Koteas  | Erich Räuker       |
| Howard Hendricks | Simon Baker   | Viktor Neumann     |
| Billy Boy Walker | Bill Pullman  | Detlef Bierstedt   |
| Bum / Stranger   | Brent Briscoe | Lutz Schnell       |
| Max Pappas       | Ali Nazary    | Gerald Paradies    |